# Los nueve príncipes de Ámbar
Los nueve príncipes de Ámbar es una novela fantástica escrita por Roger Zelazny, primera de las Crónicas de Ámbar. Fue publicada por primera vez por la editorial Doubleday en junio de 1970.

## Reseña
Carl Corey despierta con amnesia, encerrado en un hospital psiquiátrico de Nueva York. Tras escapar y reunir pieza a pieza la verdad descubre que realmente es Corwin, Príncipe de Ámbar, el mundo real del que la Tierra es una mera sombra. Es uno de los nueve hermanos que luchan por el trono de Ámbar tras la desaparición de su padre, y enemigo mortal de uno de ellos: Eric, responsable de su amnesia y encierro. Esta historia nos lleva a lo que realmente Roger Zelazny consideró no sólo la obra de su vida sino también la verdadera explicación de nuestro mundo.
- Datos: Q2492950